# Дом вице-губернатора (Минск)
Дом вице-губернатора — историческое здание XVIII—XIX веков в Минске, памятник архитектуры (номер 711Е000001). Расположен по адресу: Революционная улица, дом 3.

## История
Первоначальное здание было построено в 1745 году как часть крупного комплекса коллегиума иезуитов. В конце XVIII — начале XIX века дом перестроен в стиле классицизма для размещения резиденции минского вице-губернатора по проекту архитектора Фёдора Крамера. В то время это было одноэтажное здание на высоком цокольном этаже. В 1873 году дом пострадал от пожара, был восстановлен. На рубеже XIX—XX веков первый этаж использовался под жильё, в цокольном этаже находились разные магазины. В 1924 году дом был реконструирован в стиле неоклассицизма с надстройкой второго этажа по проекту архитектора Алексея Денисова. В 1932—1941 гг. в здании находился Комитет по радиовещанию, с 1933 года называвшийся Комитетом радиоинформации и радиовещания при СНК БССР. Во время Великой Отечественной войны здание не пострадало. В 1950-е годы при очередной реконструкции здание частично утратило декор. В конце XX века при реставрации, проведённой архитектором Людмилой Ивановой, облик здания возвращён к состоянию на 1924 год.
В настоящее время в доме располагается центральный аппарат ГУБОПиК.

## Архитектура
Здание оформлено в стиле неоклассицизма с элементами модерна. Композиция фасада симметричная. Двухэтажное здание завершается возвышенной частью в виде треугольного щита. Вход декорирован двумя круглыми колоннами. Оконные проёмы прямоугольные, без наличников. В центре фасада на первом этаже окна сдвоенные.